# Europese PGA Tour 1974
De Europese PGA Tour 1974 was het derde seizoen van de Europese PGA Tour en werd georganiseerd door de Britse Professional Golfers' Association. Het seizoen bestond uit 21 toernooien.
Peter Oosterhuis en Maurice Bembridge wonnen ieder drie toernooien. Bembridge werd dat jaar ook 9de bij de Masters, hij speelt sinds 2007 op de Europese Senior Tour.
Philippe Toussaint won de vierde editie van het Benson & Hedges Festival op de Fulford Golf Club. Hij was de eerste Belgische speler die een toernooi op de Europese Tour won.

## Kalender
| Data  | Data  | Toernooi                     | Baan                              | Land                     | Winnaar               | Score | Score | Info                                 |
| ----- | ----- | ---------------------------- | --------------------------------- | ------------------------ | --------------------- | ----- | ----- | ------------------------------------ |
| 10-04 | 13-04 | Portuguese Open              | Clube de Golf do Estoril          | Portugal                 | Brian Huggett         | 272   | -4    |                                      |
| 17-04 | 20-04 | Spanish Open                 | La Manga Club                     | Spanje                   | Jerry Heard           | 279   | -9    | Jan Dorrestein werd T15              |
| 24-04 | 27-04 | Madrid Open                  | Real Club de la Puerta de Hierro  | Spanje                   | Manuel Piñero po      | 283   | -5    | won play-off van Valentin Barrios    |
| 02-05 | 05-05 | French Open                  | Golf de Chantilly                 | Frankrijk                | Peter Oosterhuis      | 284   | +4    |                                      |
| 08-05 | 11-05 | Penfold Tournament           | Hill Barn Golf Club               | Engeland                 | Tommy Horton          | 272   | par   |                                      |
| 22-05 | 25-05 | Piccadilly Medal             | Finham Park Golf Club             | Engeland                 | Maurice Bembridge     | ?     |       |                                      |
| 05-06 | 08-06 | Martini International        | Pannal Golf Club                  | Engeland                 | Stewart Ginn          | 286   | par   |                                      |
| 20-06 | 23-06 | Carroll's International      | Woodbrook Golf Club               | Ierland                  | Bernard Gallacher     | 279   | -17   |                                      |
| 10-07 | 13-07 | Brits Open                   | Royal Lytham & St Annes Golf Club | Engeland                 | Gary Player           | 282   | -2    |                                      |
| 18-07 | 21-07 | Scandinavian Enterprise Open | Bokskogens GK                     | Zweden                   | Tony Jacklin          | 279   | -5    |                                      |
| 24-07 | 27-07 | Swiss Open                   | Golf Club Crans-sur-Sierre        | Zwitserland              | Bob Charles           | 275   | -5    |                                      |
| 01-08 | 04-08 | German Open                  | Krefeld Golf Club                 | Bondsrepubliek Duitsland | Simon Owen po         | 276   | par   | won play-off van Peter Oosterhuis    |
| 08-08 | 11-08 | Dutch Open                   | Hilversumsche Golf Club           | Nederland                | Brian Barnes          | 211   | -5    |                                      |
| 14-08 | 17-08 | Benson & Hedges Festival     | Fulford Golf Club                 | Engeland                 | Philippe Toussaint po | 276   | -8    | won play-off van Bob Shearer         |
| 20-08 | 21-08 | Double Diamond Strokeplay    | The Gleneagles Hotel              | Schotland                | Maurice Bembridge     | 136   | -4    |                                      |
| 28-08 | 31-08 | Viyella PGA Championship     | The Wentworth Club                | Engeland                 | Maurice Bembridge     | 278   | -10   |                                      |
| 12-09 | 15-09 | Benson & Hedges Match Play   | Downfield Golf Club               | Schotland                | Jack Newton           |       |       |                                      |
| 18-09 | 21-09 | W.D. & H.O. Wills Tournament | Kings Norton Golf Club            | Engeland                 | Neil Coles            | 283   | -5    |                                      |
| 02-10 | 05-10 | Dunlop Masters               | St. Pierre Golf & Country Club    | Wales                    | Bernard Gallacher     | 282   | -2    |                                      |
| 17-10 | 20-10 | Italian Open                 | Golf Club Lido de Venice          | Italië                   | Peter Oosterhuis      | 249   | par   | 1ste ronde was slechts 9 holes.      |
| 23-10 | 26-10 | El Paraiso Open              | Golf El Paraiso                   | Spanje                   | Peter Oosterhuis po   | 212   | -4    | won play-off van Manuel Ballesteros. |

## Order of Merit
De Order of Merit was opgesteld op basis van een puntenstelsel en niet op het verdiende prijzengeld. 
| Rang | Speler            | Prijzengeld (£) |
| ---- | ----------------- | --------------- |
| 1    | Peter Oosterhuis  | 32,127          |
| 2    | Dale Hayes        | 18,396          |
| 3    | Bernard Gallacher | 18,515          |
| 4    | Brian Barnes      | 14,380          |
| 5    | Neil Coles        | 13,961          |
| 6    | Vicente Fernández | 7,819           |
| 7    | Tony Jacklin      | 19,547          |
| 8    | Brian Huggett     | 12,373          |
| 9    | Peter Townsend    | 15,828          |
| 10   | Tommy Horton      | 11,343          |